# Данска на Европском првенству у атлетици у дворани 1975.
'Данска је учествоваla на 6. Европском првенству у атлетици у дворани 1975. одржаном  8. и 9. марта у Спортско-забавној дворани Сподек у Катовицама, (Пољска).
Репрезентацију Данске у њеном  6 учешћу на европским првенствима у дворани представљалла су двојица атлетичара  који су се такмичили  који су се такмичили у 2 тркачке дисциплине.
И на овом првенству атлетичари Данске нису успели освојити прву медаљу.
У табели успешности према броју и пласману такмичара који су учествовали у финалним такмичењима (првих 8 такмичара) Данска са још 5 земаља Аустрија, Бугарска, Луксембург Норвешка Турска и Шпанија), нису имале финалисте.